# Kennedy Peak, Antarktis
Kennedy Peak är en bergstopp i Antarktis. Den ligger i Östantarktis. Australien gör anspråk på området. Toppen på Kennedy Peak är 1 162 meter över havet.
Terrängen runt Kennedy Peak är kuperad västerut, men österut är den platt. Trakten är obefolkad. Det finns inga samhällen i närheten.